# Lomaiviti
Pour les articles homonymes, voir province de Lomaiviti et Lomaiviti (archipel).
Le lomaiviti est une des langues fidjiennes orientales, parlée aux îles Koro, Makogai, Levuka, Ovalau, Batiki, Nairai et Gau (Fidji). Il compte 1 627 locuteurs (en 2000).